# Madame Moitessier
Pour les articles homonymes, voir Moitessier.
Madame Moitessier est un portrait peint en 1851 par Jean-Auguste-Dominique Ingres représentant Madame Moitessier, née Marie-Clotilde-Inès de Foucauld (1821–1897). Ce fut le premier portrait de Madame Moitessier. Il fait partie des collections de la National Gallery of Art de Washington. Un second portrait, plus célèbre, qui la représente assise, Madame Moitessier assise peint en 1856, se trouve à la National Gallery de Londres.

## Le modèle
Inès de Foucauld de Pontbriand était l'épouse de Paul Sigisbert Moitessier (1799-1889), riche banquier du Second Empire après avoir fait fortune en étant importateur de cigares cubains, et la tante de Charles de Foucauld et de Louis Buffet pour qui elle tint sous la Troisième République un salon politique.